# François Affolter
François Affolter (Biel/Bienne, 13 de março de 1991) é um futebolista profissional suíço que atua como volante, atualmente defende o FC Luzern.

## Carreira
François Affolter fez parte do elenco da Seleção Suíça de Futebol da Olimpíadas de 2012.